# Port lotniczy Kirakira
Port Lotniczy Kirakira (ang. Kirakira Airport) – port lotniczy zlokalizowany w mieście Kirakira, na Wyspach Salomona.

## Linie lotnicze i połączenia
- Solomon Airlines (Arona, Honiara, Santa Cruz Island, Star Harbour)